# Liste der Baudenkmäler in Menden-Holthausen
Die Liste der Baudenkmäler in Menden-Holthausen enthält die denkmalgeschützten Bauwerke auf dem Gebiet von Mülheim an der Ruhr-Menden-Holthausen, Stadtbezirk Rechtsruhr-Süd, in Nordrhein-Westfalen (Stand: 12. Juli 2011). Diese Baudenkmäler sind in der Denkmalliste der Stadt Mülheim an der Ruhr eingetragen; Grundlage für die Aufnahme ist das Denkmalschutzgesetz Nordrhein-Westfalen (DSchG NRW).

| Bild                                                                  | Bezeichnung                                                           | Lage                                          | Beschreibung | Bauzeit  | Eingetragen seit | Denkmal- nummer |
| --------------------------------------------------------------------- | --------------------------------------------------------------------- | --------------------------------------------- | --- | -------- | ---------------- | --------------- |
| ehemalige Pionierkaserne Wrexham Barracks                             | ehemalige Pionierkaserne Wrexham Barracks                             | Holthausen Oxforder Straße 1, 3 Karte         | |          |                  | 688             |
| ehemalige Pionierkaserne Wrexham Barracks                             | ehemalige Pionierkaserne Wrexham Barracks                             | Holthausen Oxforder Straße 2–10               | |          |                  | 688             |
| weitere Bilder                                                        | Bismarckturm                                                          | Holthausen Bismarckstraße Karte               | |          |                  | 169             |
| weitere Bilder                                                        | Haus Urge                                                             | Holthausen Bismarckstraße 28 Karte            | |          |                  | 437             |
| Bunsenstraße 5                                                        | Bunsenstraße 5                                                        | Holthausen Bunsenstraße 5                     | Stadt Mülheim an der Ruhr - Baudenkmalverwaltung | 1913     | 30.11.1988       | 438             |
| Christian-Weuste-Straße 16                                            | Christian-Weuste-Straße 16                                            | Holthausen Christian-Weuste-Straße 16         | |          |                  | 177             |
|                                                                       |                                                                       | Holthausen Dümpelweg 30                       | |          |                  | 415             |
|                                                                       | Hof Dümpel                                                            | Holthausen Dümpelweg 37                       | |          |                  | 596             |
| Liebfrauenhof                                                         | Liebfrauenhof                                                         | Holthausen Dümpelweg 38 Karte                 | |          |                  | 416             |
| Fischenbeck 41                                                        | Fischenbeck 41                                                        | Holthausen Fischenbeck 41                     | Stadt Mülheim an der Ruhr - Baudenkmalverwaltung |          |                  | 140             |
| Fischenbeck 61                                                        | Fischenbeck 61                                                        | Holthausen Fischenbeck 61                     | Stadt Mülheim an der Ruhr - Baudenkmalverwaltung |          |                  | 71              |
| Fünte                                                                 | Fünte                                                                 | Holthausen Gracht 209 Karte                   | Stadt Mülheim an der Ruhr - Baudenkmalverwaltung | 18. Jh.  |                  | 144             |
| Gracht 156                                                            | Gracht 156                                                            | Holthausen Gracht 156                         | |          |                  | 73              |
| Gracht 84                                                             | Gracht 84                                                             | Holthausen Gracht 84                          | |          |                  | 417             |
|                                                                       |                                                                       | Holthausen Höhenweg 33                        | |          |                  | 608             |
|                                                                       |                                                                       | Holthausen Höhenweg 35                        | |          |                  | 697             |
|                                                                       |                                                                       | Holthausen Hölterstraße 24 a                  | |          |                  | 113             |
|                                                                       |                                                                       | Holthausen Hölterstraße 30 Karte              | Fachwerkhaus von 1713 |          |                  | 118             |
| Holthauser Höfe 53                                                    | Holthauser Höfe 53                                                    | Holthausen Holthauser Höfe 53                 | |          |                  | 70              |
| Holthauser Höfe 58                                                    | Holthauser Höfe 58                                                    | Holthausen Holthauser Höfe 58                 | |          |                  | 551             |
|                                                                       |                                                                       | Holthausen Holthauser Höfe 60                 | |          |                  | 591             |
|                                                                       | Holthauser Höfe 84                                                    | Holthausen Holthauser Höfe 84                 | |          |                  | 418             |
|                                                                       |                                                                       | Holthausen Im Look 25                         | |          |                  | 419             |
|                                                                       |                                                                       | Holthausen Im Look 41                         | |          |                  | 420             |
| Max-Planck-Institut für Kohlenforschung                               | Max-Planck-Institut für Kohlenforschung                               | Holthausen Kaiser-Wilhelm-Platz 1 bis 2 Karte | |          |                  | 446             |
|                                                                       |                                                                       | Holthausen Kluse 27                           | |          |                  | 593             |
| Springhof                                                             | Springhof                                                             | Holthausen Kuhlendahl 14                      | |          |                  | 422             |
|                                                                       |                                                                       | Holthausen Kuhlendahl 78                      | |          |                  | 423             |
|                                                                       |                                                                       | Holthausen Kuhlendahl 80                      | |          |                  | 424             |
|                                                                       |                                                                       | Holthausen Kuhlendahl 82                      | |          |                  | 315             |
|                                                                       |                                                                       | Holthausen Kuhlendahl 84                      | |          |                  | 425             |
| Ensemble Lembkestr.34,36,38                                           | Ensemble Lembkestr.34,36,38                                           | Holthausen Lembkestraße 34                    | |          |                  | 605             |
| Ensemble Lembkestr.34,36,38                                           | Ensemble Lembkestr.34,36,38                                           | Holthausen Lembkestraße 36                    | |          |                  | 605             |
| BW                                                                    | Ensemble Lembkestr.34,36,38                                           | Holthausen Lembkestraße 38 Karte              | |          |                  | 605             |
|                                                                       |                                                                       | Holthausen Leonhard-Stinnes-Straße 28/30      | |          |                  | 597             |
|                                                                       |                                                                       | Holthausen Leonhard-Stinnes-Straße 42         | denkmalw. nur äußeres Erscheinungsbild |          |                  | 616             |
| Wohnhaus                                                              | Wohnhaus                                                              | Holthausen Lohbecker Berg 41 Karte            | Fachwerkhaus |          |                  | 115             |
|                                                                       |                                                                       | Holthausen Mühlenfeld 30                      | |          |                  | 539             |
| Priesters Hof 12                                                      | Priesters Hof 12                                                      | Holthausen Priesters Hof 12 und 14            | |          |                  | 656             |
|                                                                       | Ehem. Schnapsbrennerei                                                | Holthausen Priesters Hof 8                    | |          |                  | 191             |
| Rembergstraße 41                                                      | Rembergstraße 41                                                      | Holthausen Rembergstraße 41                   | |          |                  | 583             |
|                                                                       |                                                                       | Holthausen Rembergstraße 49                   | |          |                  | 153             |
| Kleinzeche Vereinigte Hollenberg & Darmstadt                          | Kleinzeche Vereinigte Hollenberg & Darmstadt                          | Holthausen Rumbachtal 37 Karte                | Letzte Mülheimer Kleinzeche Vereinigte Hollenberg & Darmstadt. Sie wurde 1879 stillgelegt. Eine Bronzetafel erinnert an ihren Standort.                                                                         | um 1800  |                  | 648             |
|                                                                       |                                                                       | Holthausen Rumbachtal 48                      | |          |                  | 429             |
|                                                                       |                                                                       | Holthausen Rumbachtal 77 Karte                | |          |                  | 430             |
|                                                                       |                                                                       | Holthausen Rumbachtal 87 Karte                | |          |                  | 674             |
|                                                                       |                                                                       | Holthausen Schlippenweg 4 bis 6               | |          |                  | 109             |
| Feierabendhaus/Klarahaus                                              | Feierabendhaus/Klarahaus                                              | Holthausen Tilsiter Straße 31                 | Stadt Mülheim an der Ruhr - Baudenkmalverwaltung | ca. 1924 | 05.03.1985       | 55              |
| Wetzmühle                                                             | Wetzmühle                                                             | Holthausen Walkmühlenstraße 10 Karte          | Walk- und Gerbermühle, die im 15. Jhd. erstmals erwähnt wurde. Bis 1954 fand hier der Betrieb statt. Heute ein Wohnhaus.                                                                                        |          |                  | 372             |
| Evang. Gemeindehaus                                                   | Evang. Gemeindehaus                                                   | Holthausen Walkmühlenstraße 46                | |          |                  | 373             |
| Restaurant Walkmühle                                                  | Restaurant Walkmühle                                                  | Holthausen Walkmühlenstraße 52 Karte          | Walkmühle, erstmals 1385 erwähnt. Ende des 17. Jhd. erweitert und als Frucht-, Farbholz- und Schnupftabakmühle genutzt. Seit dem 19. Jhd. als Ausflugsgaststätte genutzt. Einstellung des Mühlenbetriebs: 1934. |          |                  | 107             |
| Wirtschaftsgebäude Wetzmühle                                          | Wirtschaftsgebäude Wetzmühle                                          | Holthausen Walkmühlenstraße 6 Karte           | Wirtschaftsgebäude der Wetzmühle. Ab hier fließt der Rumbach unterirdisch. Gebäude ist heute ein Wohnhaus. |          |                  | 317             |
|                                                                       |                                                                       | Holthausen Werdener Weg 13                    | |          |                  | 465             |
| Ensemble Werdener Weg 3,5,7                                           | Ensemble Werdener Weg 3,5,7                                           | Holthausen Werdener Weg 3                     | |          |                  | 463             |
|                                                                       |                                                                       | Holthausen Werdener Weg 38                    | |          |                  | 684             |
| Kindergarten                                                          | Kindergarten                                                          | Holthausen Werdener Weg 40                    | |          |                  | 166             |
| Ensemble Werdener Weg 3,5,7                                           | Ensemble Werdener Weg 3,5,7                                           | Holthausen Werdener Weg 5                     | |          |                  | 463             |
|                                                                       |                                                                       | Holthausen Werdener Weg 7                     | |          |                  | 464             |
| ehemalige Pionierkaserne Wrexham Barracks                             | ehemalige Pionierkaserne Wrexham Barracks                             | Holthausen William-Shakespeare-Ring 10–14     | |          |                  | 688             |
|                                                                       | ehemalige Pionierkaserne Wrexham Barracks                             | Holthausen William-Shakespeare-Ring 7, 9, 11  | |          |                  | 688             |
|                                                                       | Wrexham Barracks ‚Kasernengebäude‘                                    | Holthausen Zeppelinstraße                     | |          |                  | 688             |
| weitere Bilder                                                        | Portal Hauptfriedhof                                                  | Holthausen Zeppelinstraße 130 bis 136         | |          |                  | 171             |
|                                                                       | Buchholzhof                                                           | Ickten Am Buchholz 12                         | |          |                  | 137             |
|                                                                       | Jansberghof                                                           | Ickten Am Buchholz 2                          | |          |                  | 160             |
|                                                                       |                                                                       | Ickten Bergerstraße 32 Karte                  | |          |                  | 138             |
| Hof Bollenberg Berchter                                               | Hof Bollenberg Berchter                                               | Ickten Bollenberg 57 Karte                    | |          |                  | 414             |
| Hof Grawenhoff                                                        | Hof Grawenhoff                                                        | Ickten Bollenberg 74 Karte                    | |          |                  | 590             |
|                                                                       |                                                                       | Ickten Bollenberg 76 Karte                    | |          |                  | 126             |
| weitere Bilder                                                        | Lierhaushof                                                           | Ickten Forstbachtal 4 Karte                   | |          |                  | 181             |
|                                                                       |                                                                       | Ickten Forstbachtal 44                        | |          |                  | 163             |
|                                                                       |                                                                       | Ickten Forstbachtal 54                        | |          |                  | 566             |
|                                                                       | Feldmannshof                                                          | Ickten Forstbachtal 56                        | |          |                  | 568             |
| weitere Bilder                                                        |                                                                       | Ickten Forstbachtal 57                        | |          |                  | 634             |
|                                                                       |                                                                       | Ickten Forstbachtal 74                        | |          |                  | 685             |
| BW                                                                    | Hofanlage                                                             | Ickten Horbeckstraße 21 Karte                 | |          | 25.03.1985       | 74              |
| Horbeckstraße 50                                                      | Horbeckstraße 50                                                      | Ickten Horbeckstraße 50                       | |          |                  | 550             |
|                                                                       | Kleinekamp                                                            | Ickten Horbeckstraße 90                       | |          |                  | 576             |
|                                                                       |                                                                       | Ickten In der Heil 1 Karte                    | |          |                  | 156             |
|                                                                       |                                                                       | Ickten Klingenburgstraße 11                   | |          |                  | 106             |
| Hof Unterkuhle                                                        | Hof Unterkuhle                                                        | Ickten Klingenburgstraße 20 Karte             | |          |                  | 581             |
|                                                                       |                                                                       | Ickten Klingenburgstraße 29                   | |          |                  | 95              |
|                                                                       |                                                                       | Ickten Klingenburgstraße 36 Karte             | |          |                  | 647             |
|                                                                       |                                                                       | Ickten Mendener Straße 101                    | |          |                  | 451             |
| Gasthaus Müller-Menden                                                | Gasthaus Müller-Menden                                                | Ickten Mendener Straße 109 Karte              | |          |                  | 426             |
|                                                                       |                                                                       | Ickten Mendener Straße 110                    | |          |                  | 132             |
|                                                                       |                                                                       | Ickten Mendener Straße 163                    | |          |                  | 128             |
| Backsteinbau                                                          | Backsteinbau                                                          | Ickten Mendener Straße 175 Karte              | Kocks Hof, 2-geschossiger, giebelständiger Backsteinbau mit Ankern, Krüppelwalmdach | 1824     |                  | 88              |
| Mendener Straße 191                                                   | Mendener Straße 191                                                   | Ickten Mendener Straße 191 Karte              | |          |                  | 560             |
|                                                                       |                                                                       | Ickten Mendener Straße 20                     | |          |                  | 641             |
|                                                                       |                                                                       | Ickten Mendener Straße 217                    | |          |                  | 120             |
|                                                                       |                                                                       | Ickten Mendener Straße 220                    | |          |                  | 116             |
|                                                                       |                                                                       | Ickten Mendener Straße 259/261                | |          |                  | 636             |
|                                                                       |                                                                       | Ickten Mendener Straße 26                     | |          |                  | 209             |
| Schultenhof                                                           | Schultenhof                                                           | Ickten Mendener Straße 266                    | |          |                  | 580             |
| Staader Hof                                                           | Staader Hof                                                           | Ickten Mendener Straße 280 Karte              | |          |                  | 570             |
|                                                                       |                                                                       | Ickten Mendener Straße 292                    | |          |                  | 427             |
|                                                                       |                                                                       | Ickten Mendener Straße 297                    | |          |                  | 633             |
| ehemaliges Restaurant am Kahlenberg, später Jugendherberge (bis 2010) | ehemaliges Restaurant am Kahlenberg, später Jugendherberge (bis 2010) | Holthausen Mendener Straße 3 Karte            | |          |                  | 102             |
|                                                                       |                                                                       | Ickten Mendener Straße 32 bis 34              | |          |                  | 135             |
| Schultenhof                                                           | Schultenhof                                                           | Ickten Mendener Straße 91 Karte               | |          |                  | 131             |
|                                                                       |                                                                       | Ickten Rombecker Weg 70                       | |          |                  | 582             |
| Icktener Schule                                                       | Icktener Schule                                                       | Ickten Rombecker Weg 71 Karte                 | * 1843–1936 Icktener Schule - 1843 Gemeinde- und Schulbibliothek - 1859–1934 Literarischer Verein. Gründer: Georg Klingenburg - 1939–1941 Wohnung und Atelier Hermann Lickfeld                                  | 1797     |                  | 211             |
|                                                                       |                                                                       | Ickten Roßkothenweg 19                        | |          |                  | 121             |
|                                                                       |                                                                       | Ickten Roßkothenweg 27                        | 6.936971 |          |                  | 164             |
|                                                                       |                                                                       | Ickten Roßkothenweg 29                        | |          |                  | 212             |
| Krämer Hof                                                            | Krämer Hof                                                            | Ickten Saalsweg 10                            | |          |                  | 561             |
|                                                                       |                                                                       | Ickten Saalsweg 11                            | |          |                  | 578             |
|                                                                       |                                                                       | Ickten Saalsweg 5                             | |          |                  | 91              |
|                                                                       |                                                                       | Ickten Schnellenkampweg 16                    | |          |                  | 562             |
|                                                                       |                                                                       | Ickten Schultenberg 13                        | |          |                  | 431             |
|                                                                       |                                                                       | Ickten Steinknappen 37                        | |          |                  | 432             |
|                                                                       |                                                                       | Ickten Wöllenbeck 1                           | |          |                  | 108             |
|                                                                       |                                                                       | Ickten Wöllenbeck 100                         | |          |                  | 649             |
|                                                                       |                                                                       | Ickten Wöllenbeck 5                           | |          |                  | 433             |
|                                                                       |                                                                       | Ickten Wöllenbeck 85                          | |          |                  | 579             |
| Hof Schulten-Diepenbeck                                               | Hof Schulten-Diepenbeck                                               | Riemelsbeck 72 Karte                          | |          |                  | 210             |
| Gut Fischenberg                                                       | Gut Fischenberg                                                       | Riemelsbeck 80 Karte                          | |          |                  | 178             |